# Alexander Nákó

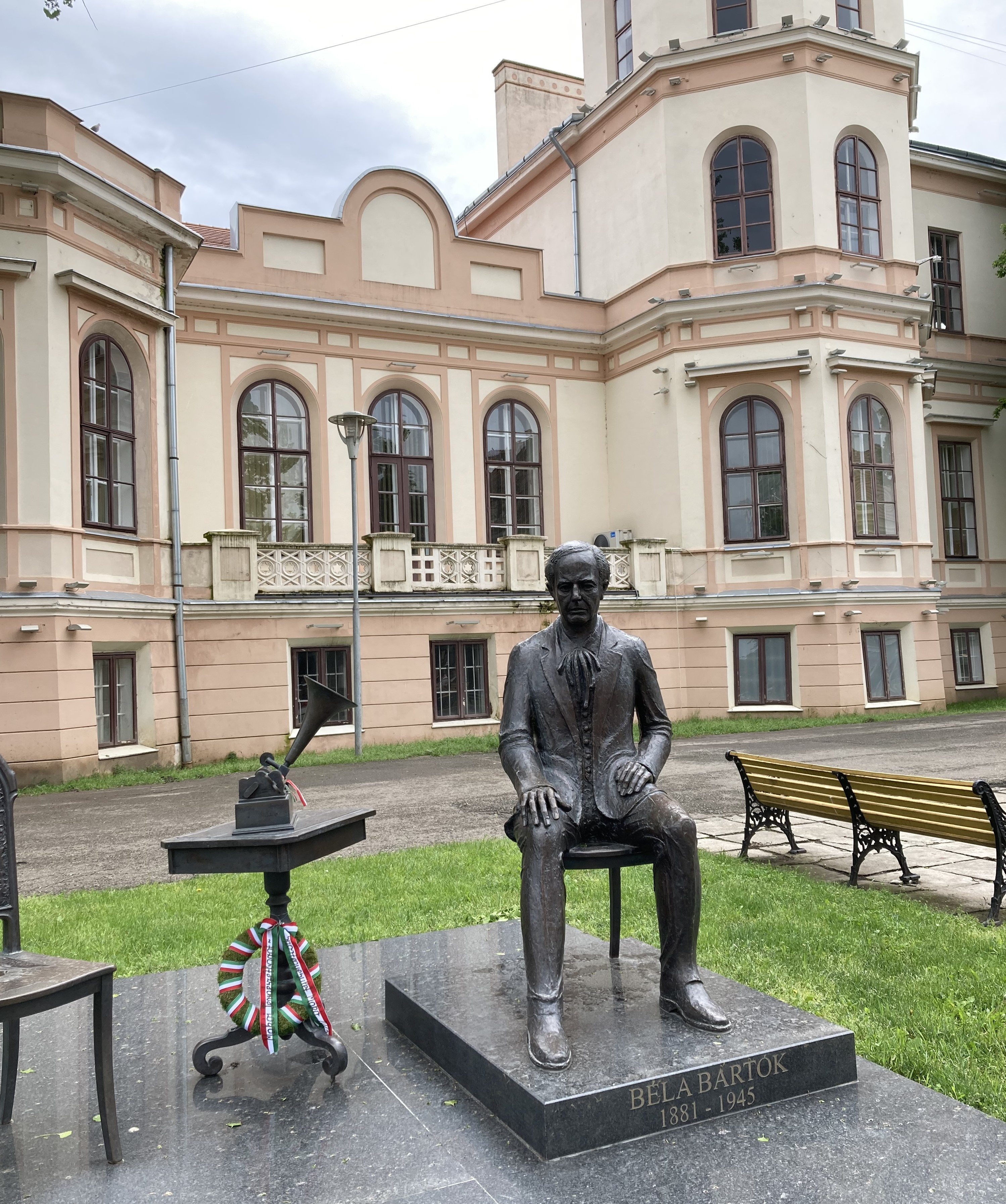
Schloss der Familie Nákó in Großsanktnikolaus mit dem Denkmal von Béla Bartók, der ebenfalls in Großsanktnikolaus geboren wurde

Alexander-Nákó-Denkmal in Großsanktnikolaus

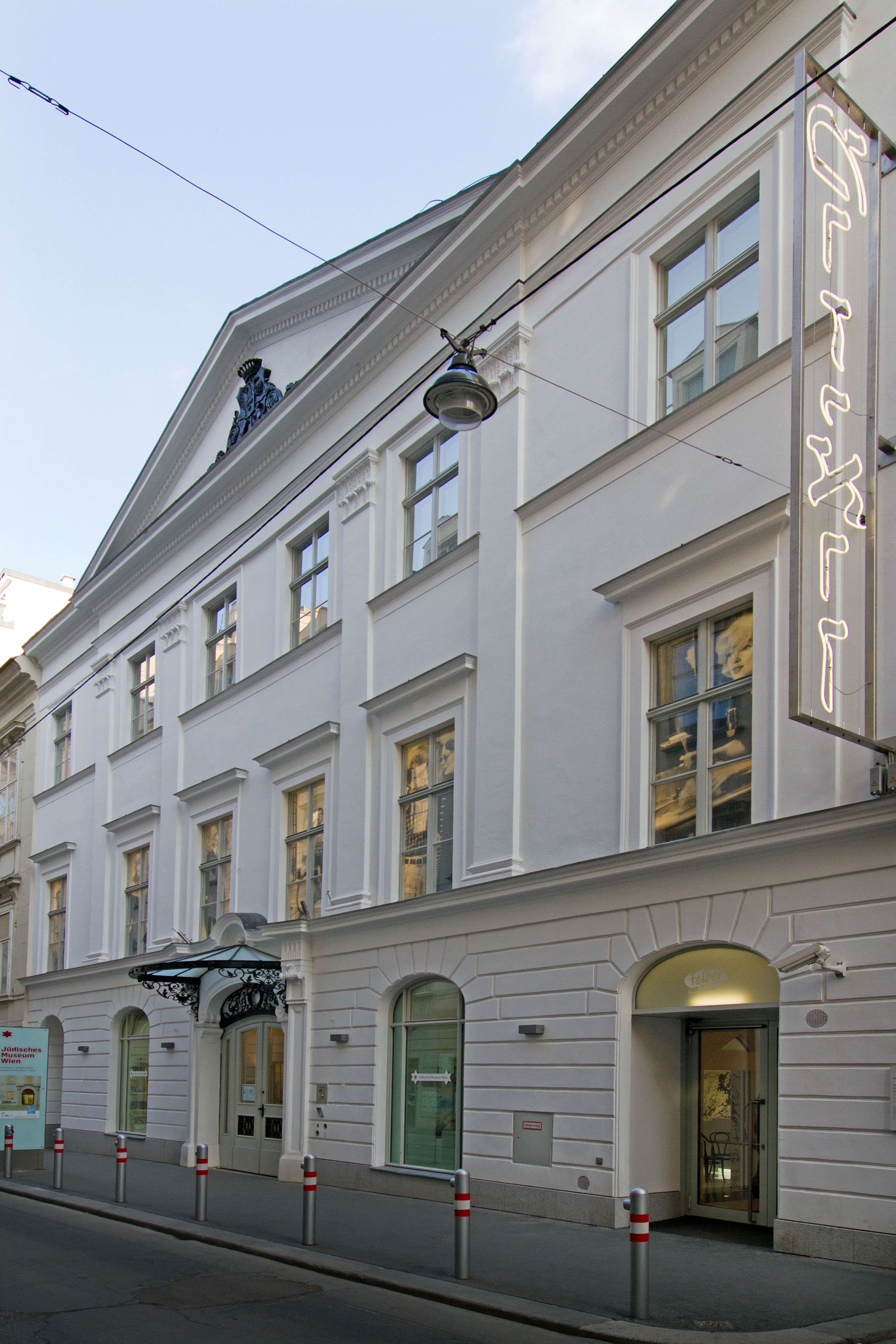
Wien, Palais Nákó, 1830 bis 1895 Wohnhaus der Familie Nákó

Graf Alexander Nákó de Nagyszentmiklós (ungarisch Sándor Nákó; * 29. Oktober 1785 in Großsanktnikolaus, Banat; † 17. September 1848 in Pest) war ein ungarischer Adliger, der mit seiner Familie überwiegend in Wien lebte.

## Leben
Graf Nákó war ein Sohn des griechischen Kaufmanns Christof Nako (* 1745; † 4. Dezember 1800 in Pest), der um 1780 von Mazedonien nach Ungarn emigrierte und 1782 die benachbarten Herrschaften Marienfeld und Großsanktnikolaus (ungarisch Nagyszentmiklós) erwarb, wo er sich niederließ. In Großsanktnikolaus stiftete er am 24. September 1799 auch eine Ackerbauschule, die 1801 ihren Lehrbetrieb aufnahm.
Sein Sohn Alexander heiratete am 6. Juni 1808 Gräfin Teresia Festetics de Tólna (* 15. April 1787 in Wien; † 8. April 1873 ebenda) und wurde am 21. Mai 1813 von Kaiser Franz I. in den ungarischen Grafenstand erhoben.
Von seinem Vater erbte er die ehemalige Juristenschule, Kleine Schulerstraße Nr. 850 (später Schulerstraße 14), die dieser 1790 gekauft und zu einem Mietzinshaus umgebaut hatte. Ab Mai 1838 wohnte im „1sten Stock im Graf Nako-ischen Hause“ die Pianistin und Komponistin Julie Baroni-Cavalcabò (1813–1887), die zum Freundeskreis von Robert Schumann und Clara Wieck gehörte.
1825 erwarb Graf Nákó außerdem das ehemalige Palais Eskeles, Dorotheergasse 11, das er aufwendig restaurieren ließ. Ab 1830 bewohnte die Familie das Gebäude, das nun als „Palais Nákó“ bezeichnet wurde, bis es deren Sohn 1895 verkaufte. Seit 1993 ist dort das Jüdische Museum untergebracht.
Daneben besaß er die von seinem Vater ererbten Güter in Großsanktnikolaus im Komitat Torontál.
Graf Nákó machte sich in Wien vor allem als Mäzen einen Namen und war mit zahlreichen Künstlern befreundet. Auf seinen Gütern in Großsanktnikolaus unterhielt er sogar ein eigenes Theater. Von 1846 bis 1848 waren dort u. a. der Sänger Luigi Guglielmi und seine Frau, die Gitarristin Emilia Giuliani-Guglielmi engagiert.
Das Österreichische Staatsarchiv besitzt von ihm eine umfangreiche Verlassenschaftsabhandlung.

## Familie
Das Paar hatte einen Sohn, Graf Kálmán Nákó (* 22. Februar 1822 in Wien; † 22. Dezember 1902 in Großsanktnikolaus). Der Politiker Graf Sándor Nákó war sein Enkel.

## Ehrungen
2012 wurde in Großsanktnikolaus zu Ehren von Graf Alexander Nákó ein Denkmal errichtet, das sich auf dem Platz vor der katholischen Kirche befindet. Es handelt sich um eine Bronzeplastik, geschaffen von dem Künstler Aurel Gheorghe Ardeleanu (1936–2021) aus Temeswar.